# 犰狳鞋
犰狳鞋（英語：armadillo shoe，另稱armadillo heel或armadillo boot）是英國設計師亞歷山大·麥昆為最後一個系列「柏拉圖的亞特蘭提斯」（2010年春夏系列）所設計的高級時尚厚底鞋。現存只有24雙，2009年的初期產量為21雙，另3雙是2015年為慈善拍賣而製作。這雙鞋因不尋常的凸弧線，形似犰狳而得名。每對從上到下大約12英寸（30），再配根9英寸（23）左右的細高跟，這種極端的高度讓部分模特拒絕走「柏拉圖的亞特蘭提斯」秀。美國流行歌星Lady Gaga在2009年單曲〈羅曼死〉的音樂錄影帶等公眾場合穿這雙鞋出名。
犰狳鞋無論當時走秀還是回顧都取得大範圍的評價，並被譽為「柏拉圖的亞特蘭提斯」展秀、麥昆的作品以及整個時尚史環境的標誌。時尚評論家稱它們既怪誕又美麗，但負評主要集中在鞋跟的高度，認為不切實際，甚至不安全。其他作家則將這雙鞋子以藝術聲明進行探索。犰狳鞋在2011年紐約大都會藝術博物館、2015年倫敦维多利亚和阿尔伯特博物馆和2017年紐約現代藝術博物館的博物館回顧展展出。

## 背景

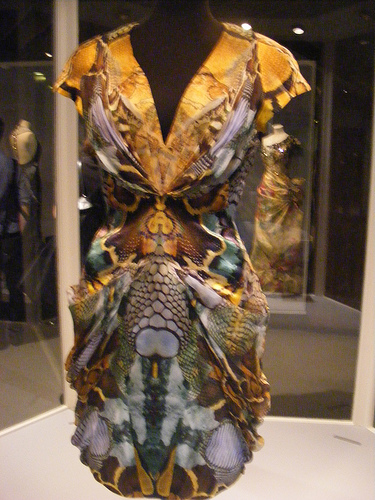
「柏拉圖的亞特蘭提斯」的服裝於2015年在维多利亚和阿尔伯特博物馆展出

英國設計師亞歷山大·麥昆以戲劇性且誇張的時裝秀聞名於時裝界，而當中常有富有想像力並有時會引起爭議的設計。他也曾在過去的系列中設計出極端的鞋款，例如2008年春夏系列「幽藍女士」（La Dame Bleue）受到日本下馱和威尼斯高底鞋影響的高厚底鞋，以及2009年秋冬系列「丰饶角」（The Horn of Plenty）的千鳥格厚底。至於2010年春夏系列「柏拉圖的亞特蘭提斯」（Plato's Atlantis），麥昆從全球变暖和查尔斯·达尔文的演化論汲取靈感，設想了個全球洪水後人類進化到能在水底生存的世界。該系列於2009年10月的巴黎時裝週伸展台亮相，一開始是大地色調和數位印刷的動物圖紋設計呈現出陸地動物的樣貌，逐漸過渡到帶有水藍或藍色抽象印花的設計，間接表明模特正適應日益淹沒的星球。這場秀的最後一套服裝「海王星女兒」（"Neptune's Daughter"），全身覆蓋巨大的藍綠色蛋白光亮片，代表模特完全過渡到水下環境。「柏拉圖的亞特蘭提斯」是麥昆最後完整推出的系列，原因是他於2010年自殺身亡。

## 設計
犰狳鞋從上到下大約12英寸（30），再配根9英寸（23）的細高跟。鞋身的垂直體呈凸弧線，輪廓曾被人說像犰狳、龍蝦爪和蹄。雖然博物館館長海倫·佩爾松（Helen Persson）指出它們的形狀早在16世紀的波斯馬靴就有跡可循，但依舊被認為是獨一無二的高級時尚。
穿著時，整隻腳從腳踝到腳趾都包裹在鞋內，營造出穿者像是芭蕾舞者「踮腳尖」走路的錯覺。實際上，拇趾球傾斜地放在隱藏的平台，腳趾上方有個小凸起，方便抬起沉重的鞋子走路。為了與系列動物主義主題保持一致，每雙鞋都用獨特的動物皮進行裝飾，例如蟒蛇皮、綠皮（軍艦魟的生皮）或是仿鱗片的虹彩亮片。

## 歷史

亞歷山大·麥昆於2009年創作的犰狳鞋內部結構草圖

麥昆於2009年初勾勒出這款鞋的初步構思，靈感來自英國波普艺术家艾倫·瓊斯。他委託鞋履設計師喬治娜·古德曼（Georgina Goodman）來實現這一概念，每雙都是在義大利用木頭手工雕刻而成。《每日野獸》報導稱，複雜的製造過程「歷時五天，30人參與，使用三個供應商的材料並經過三個工廠」。鞋子的內襯和外殼分開成型後裝配在一起，每個部分都需要兩個拉鍊才能進入。最初的系列製作了21雙，2009年10月的時裝秀「柏拉圖的亞特蘭提斯」有20雙亮相。
這些鞋被設計成展示品，從未被商業化生產，但有很多雙在展出後賣給私人買家。倫敦的亞歷山大麥昆檔案館保留了至少五雙鞋的所有權，包括走秀時最後裝束穿的虹彩鱗片鞋。紐約的大都會藝術博物館擁有兩雙犰狳鞋，一雙是青綠色綠皮，另一雙則是有金屬配件的黑色皮革。
模特艾比·丽·科肖、娜塔莎·波利和莎莎·彼伏瓦洛娃因為擔心鞋跟太高不安全，都拒絕為「柏拉圖的亞特蘭提斯」走秀。模特瑪德蓮娜·弗萊克維亞在2018年紀錄片表示穿著它們走路「真的很可怕」。儘管有這些擔憂，但沒有模特在走秀時摔倒，這被時尚媒體視為「奇蹟」。「柏拉圖的亞特蘭提斯」展秀不久後，英國版《時尚》的職員測試了這雙鞋，發現很難穿進。麥昆接受商業雜誌《女裝日報》訪問時坦承他個人從未測試過犰狳鞋。他明確表示，比起實用性，自己更在意視覺效果，並在其他地方說：「世界需要幻想，而不是現實。我們如今受夠了現實。」

女神卡卡於2010年在魔神舞會巡迴演唱會演出

數位名人走紅毯時有穿犰狳鞋。第一次是2009年11月，英國社交名媛達芙妮·吉尼斯穿了雙裸色皮革，據稱它們「出乎意料地舒適」。吉尼斯還於2010年2月為《義大利時尚》拍攝時穿了對蛇皮犰狳鞋。美國歌手於2010年1月在紅毯上穿了另一對裸色皮革。
美國流行歌星女神卡卡在麥昆自殺不久前兩人成為朋友，於是她在「柏拉圖的亞特蘭提斯」展秀首演其2009年單曲〈羅曼死〉。這首歌的音樂錄影帶於2009年12月釋出，卡卡穿著收尾「柏拉圖的亞特蘭提斯」展秀的乳白色「海王星女兒」，包括相配的犰狳鞋。卡卡於2010年9月出席MTV音樂錄影帶大獎時穿了雙蟒蛇皮犰狳鞋，之後她於2018年稱這是自己職業生涯的最佳裝束。同月晚些時候，她在紐約廣場飯店的橡木屋表演時穿了同一雙，並配了件頭髮做的服裝。
2015年，麥昆的品牌與佳士得拍賣行合作生產了三雙全新的犰狳鞋，拍賣所得是為籌集聯合國兒童基金會的2015年尼泊爾地震救援基金。最初估計三雙的總售價為10,000至15,000美元，最終共賣出295,000美元，買家是美國演員泰勒·金尼，之後全數送給當時的未婚妻女神卡卡。2016年，卡卡擔任《V》春季預覽期的客座編輯，雜誌拍攝了她和吉尼斯穿著犰狳鞋的樣子。
自首次亮相以來，犰狳鞋已在三個博物館展覽展出。亞歷山大麥昆檔案館的幾雙鞋款曾在麥昆作品回顧展《亞歷山大·麥昆：野蠻的美麗》、2011年大都會藝術博物館，及2015年倫敦维多利亚和阿尔伯特博物馆展出。這雙鞋還出現在2015年维多利亚和阿尔伯特博物馆的展覽《鞋履：樂與苦》（Shoes: Pleasure and Pain）。2017年，酷莉絲借出鞋給現代藝術博物館的時尚展覽《精品：時尚一定要現代？》（Items: Is Fashion Modern?）。

## 反響與後續
犰狳鞋的評價迅速且分極兩化，有許多評論稱它們集怪誕和美麗於一身。這些鞋也與人腳的自然結構呈現不同的視覺效果而備受矚目，有批評指出模特穿著它們時像外星人、怪獸或者非人類。犰狳鞋常被譽為「柏拉圖的亞特蘭提斯」系列和麥昆整體作品的標誌性元素。2012年，英國版《時尚》稱其為有史以來最具標誌性的20款鞋履之一。

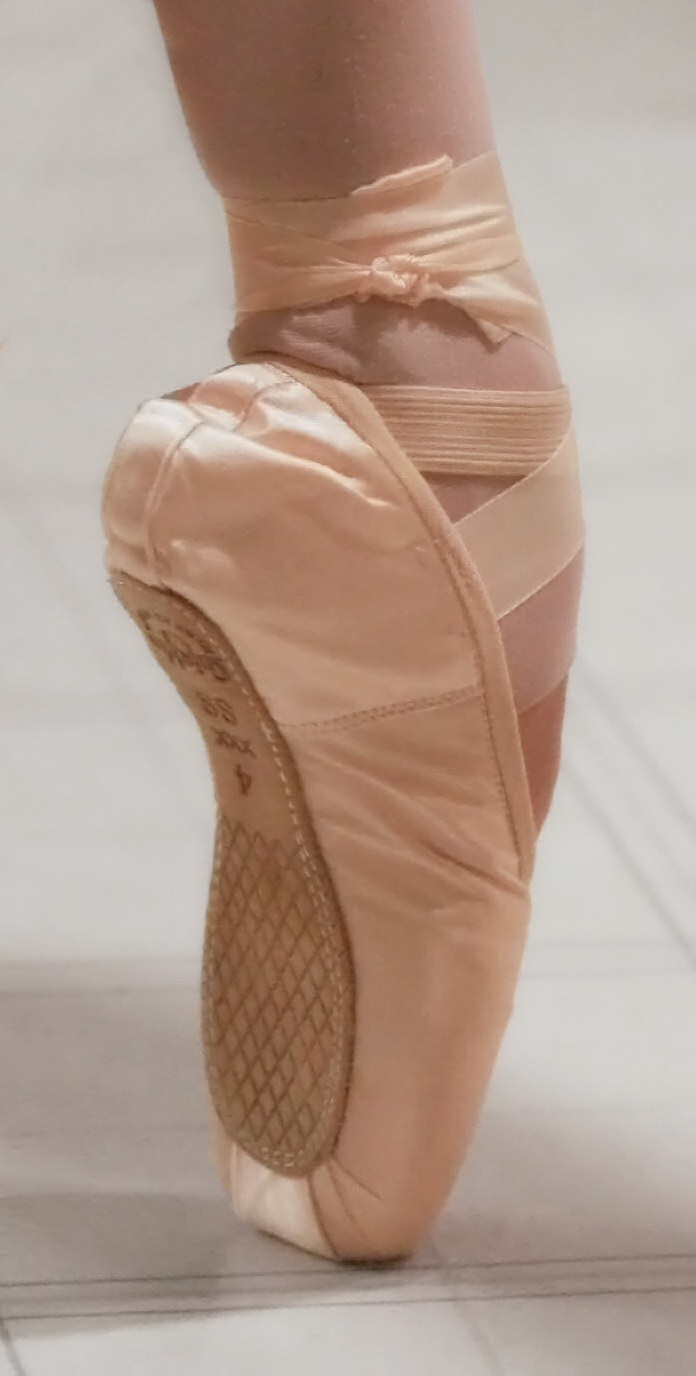
穿著足尖鞋「踮腳尖」

雖然犰狳鞋的外觀有遭到一些批評，但大部分負面反應都集中在穿著它走路不切實際。一些時尚評論家將這不實際的設計扯上女性主義問題，指出男性設計的極端高跟鞋期望讓女模特穿上。劇裝設計教授黛博拉·貝爾（Deborah Bell）表示它們讓模特變成「慘遭獵殺的受害者」。
評論家回顧鞋子時稱它們對高級時裝鞋類的影響極具開創性。到2010年，時尚記者已將犰狳鞋視為伸展台和日常時尚追求極高高跟鞋的來源。2018年，《時尚達人》的阿里亞·達塞拉（Aria Darcella）表示「時尚界從來沒有一款鞋讓其他系列黯然失色」。同年晚些時候，《巴黎評論》有文章讚揚故意不吸引人的時尚，當中指出它們「非常醜陋」，並「永遠在改變鞋類」。美國版《時尚》的斯特夫·約特卡（Steff Yotka）於2020年稱犰狳鞋是「我們癡迷於非常奇怪鞋履的始作俑者」。
部分作家探討了犰狳鞋的藝術及文化含義。它們作為不切實際但具有視覺衝力的真實鞋履，曾被拿來證明時尚本身就是藝術形式。時尚歷史學家貝絲·丁庫夫·查爾斯頓（Beth Dincuff Charleston）和弗朗西斯卡·格拉納塔（Francesca Granata）撰文寫道，比起鞋類，它們更接近醫療或矯正設備。2009年，《紐約時報》的阿曼達·福蒂尼（Amanda Fortini）將鞋子的極高高度與所謂的裙襬指數聯繫起來，該理論假定時裝設計往往反映經濟狀況。她認為鑒於2008年經濟大衰退的影響，犰狳鞋的極端高跟反映了「（嘗試）提升我們的集體精神」。大眾媒體理論家保羅·赫加蒂討論女神卡卡在〈羅曼死〉影片中穿犰狳鞋是支配與臣服的結合：鞋子的高度限制了卡卡的行動，代表順從，但她行走能力卻代表了一種顛覆性的支配。因此，音樂錄影帶「將帶支配權的同謀視為克服它們的方式」。2014年，伊莎貝爾·斯米金（Isabelle Szmigin）和瑪莉亞·皮亞森蒂尼（Maria Piacentini）以它們做例子，討論像超高高跟鞋這種高級時尚概念是如何被流行文化吸收，然後傳播到個人，影響他們的消費慾望和行為。時尚文化教授沙希達·巴里稱犰狳鞋在模仿芭蕾舞者的足尖鞋，「華麗但殘酷，它暴露了足尖鞋的殘忍」。